# Ларок, Мишель (хоккеист)
Мишель Ларок (фр. Michel Larocque; 6 апреля 1952, Халл — 29 июля 1992, Халл) — канадский хоккеист, игравший на позиции вратаря; четырёхкратный обладатель Кубка Стэнли в составе «Монреаль Канадиенс» (1976, 1977, 1978, 1979), четырёхкратный обладатель награды Везина Трофи, как лучшему вратарю НХЛ (1977, 1978, 1979, 1981).

## Биография

### Игровая карьера
Начал свою карьеру в команде «Оттава Сиксти Севенс», в которой с 1969 по 1972 год был основным вратарём. На драфте НХЛ 1972 года был выбран в 1-м раунде под общим 6-м номером клубом «Монреаль Канадиенс». После выбора на драфте он продолжил свою карьеру в фарм-клубе «Канадиенс» «Нова Скотия Вояджерс», где блестяще проведя сезон, получил награду Гарри (Хэп) Холмс Мемориал Эворд, как лучшему вратарю АХЛ, разделив её с одноклубником Мишелем Дегасом.
В 1974 году стал резервным вратарём «Канадиенс», но постепенно стал основным вратарём, из-за того что Кен Драйден получал высшее образование. В следующем сезоне Драйден вернулся в состав команды и Ларок уверенно стал его дублёром, став важной частью команды, которая выиграла четыре Кубка Стэнли подряд с 1976 по 1979 годы. Помимо четырёх Кубков Стэнли Ларок и Драйден совместно трижды подряд выигрывали Везина Трофи (1977—1979), как лучшие вратари НХЛ.
После того как Драйден завершил карьеру, Ларок стал основным вратарём и в 1981 году выиграл свою четвёртую Везину Трофи, разделив её с коллегами по амплуа Дени Эрроном и Ришаром Севиньи. По ходу того сезона он был обменян в «Торонто Мейпл Лифс», за который играл до 1983 года, но в качестве основного вратаря в сезоне 1981/82.
В дальнейшем играл за «Филадельфию Флайерз» и «Сент-Луис Блюз», проведя всего за эти команды за два сезона 7 матчей, проиграв конкуренцию другим вратарям. Ларок больше играл за фарм-клубы, проведя за них в двух сезонах в общей сумме 18 матчей.
По окончании сезона 1984/85 завершил игровую карьеру в возрасте 33 лет.

### Постигровая карьера
Работал генеральным менеджером и исполнительным директором в команде «Викториавилл Тайгерз»; в 1990 году получил награду Джон Хорман Трофи, как лучший руководитель года своей команды.

### Смерть
Скончался 29 июля 1992 года на 41-м году жизни в родном городе Халл от рака мозга.